# Cyphochilus (Scarabaeidae)
Cyphochilus là một chi bọ cánh cứng với cơ thể có màu sáng trắng bất thường, xuất hiện ở Đông Nam Á. Loài bọ này có màu trắng hơn giấy hoặc thậm chí trắng hơn răng sữa. Màu trắng của cơ thể nó là do một lớp mỏng quan tử rắn tự nhiên phản xạ cao.

## Các loài
- Cyphochilus apicalis
- Cyphochilus candidus
- Cyphochilus carinchebanus
- Cyphochilus costulatus
- Cyphochilus crataceus
- Cyphochilus cylindricus
- Cyphochilus elongatus
- Cyphochilus farinosus
- Cyphochilus feae
- Cyphochilus flavomarginatus
- Cyphochilus insulanus
- Cyphochilus latus
- Cyphochilus manipurensis
- Cyphochilus marginalis
- Cyphochilus niveosquamosus
- Cyphochilus oberthuri
- Cyphochilus obscurus
- Cyphochilus ochraceus
- Cyphochilus peninsularis
- Cyphochilus podicalis
- Cyphochilus proximus
- Cyphochilus pygidialis
- Cyphochilus testaceipes
- Cyphochilus tonkinensis
- Cyphochilus tricolor
- Cyphochilus unidentatus
- Cyphochilus ventriglaber
- Cyphochilus ventritectus
- Cyphochilus vestitus
- Cyphochilus waterhousei